# マックス・トネット
マックス・トネット（Max Tonetto, 1974年11月18日 - ）はイタリア、トリエステ出身の元サッカー選手。ポジションはミッドフィールダー、ディフェンダー。身長174cm、体重67kg。

## 略歴
主に左サイドを主戦場とし、堅実なプレーでチームを支える。レッチェ時代にはキャプテンを務めた。
サンプドリアでの成功を経て、2006-2007シーズンからローマでプレー。開幕当初こそ注目度は高くなかったものの、不動の左サイドバックとして貢献した。セリエA300試合を記録している。2009-10シーズン終了後に現役引退を発表した。
2007年6月に、32歳という年齢でイタリア代表に初招集された。

## 所属クラブ
- レッジャーナ 1992-1993、1995-1997
- ファーノ 1993-1994
- ラヴェンナ 1994-1995
- エンポリ 1997-1999
- ACミラン 1999-2000
- ボローニャ 2000-2001
- レッチェ 2001-2004
- サンプドリア 2004-2006
- ASローマ 2006-2010